# アトム法律事務所
アトム法律事務所弁護士法人（アトムほうりつじむしょ、英語: Atom Law Office）は、日本の弁護士法人。

## 概要
2008年、岡野武志によってアトム東京法律事務所として設立。2010年にアトム法律事務所弁護士法人として弁護士法人化される。2025年5月現在、全国に15拠点を展開し、グループ加盟弁護士法人として高橋裕樹が代表弁護士のアトム市川船橋法律事務所弁護士法人を擁する。 
設立当初は刑事事件を専門に取り扱っていたが、現在は交通事故・労災事故被害者の法律事務も請け負っている。
2015年より「LINE」で弁護士に無料相談ができるサービスを提供している。また同年、日本で初めてとなるスマートフォン対応の包括型の交通事故慰謝料計算機をWEBサイト上に公開している。

## 沿革
- 2008年　アトム東京法律事務所として設立
- 2010年　アトム法律事務所弁護士法人として弁護士法人化、東京に本社を設立
- 2011年　東京支部および大阪支部を開設
- 2012年　福岡支部を開設
- 2013年　名古屋支部および横浜支部を開設
- 2015年　京都支部を開設
- 2016年　千葉支部および大宮支部を開設
- 2017年　アトム市川船橋法律事務所弁護士法人がグループに加盟
- 2020年　アトム神戸法律事務所およびアトム北千住法律事務所がグループに加盟[5]
- 2022年　アトム仙台法律事務所がグループに加盟[5]
- 2025年　アトム静岡法律事務所およびアトム京都法律事務所がグループに加盟[5]

## 法人情報
アトム法律事務所弁護士法人
- 所属　　　　第二東京弁護士会
- 代表者　　　岡野武志
- 弁護士数　　32名（2025年5月現在）
- 事務職員数　37名（2025年5月現在）

アトム市川船橋法律事務所弁護士法人
- 所属　　　　千葉県弁護士会
- 代表者　　　高橋裕樹

アトム仙台法律事務所弁護士法人
- 所属　　　　仙台弁護士会
- 代表者　　　佐藤英之

アトム北千住法律事務所
- 所属　　　　第二東京弁護士会
- 代表者　　　野根義治

アトム神戸法律事務所弁護士法人
- 所属　　　　兵庫県弁護士会
- 代表者　　　濱手亮輔

アトム静岡法律事務所
- 所属　　　　静岡県弁護士会
- 代表者　　　狩野祐二

アトム京都法律事務所
- 所属　　　　京都弁護士会
- 代表者　　　川崎聡介

## 所在地
本社
東京都千代田区永田町1-11-28 合人社東京永田町ビル9階
仙台オフィス　*アトム仙台法律事務所所属
宮城県仙台市青葉区本町1-6-23 インテリックス仙台ビル602
埼玉大宮オフィス
埼玉県さいたま市大宮区桜木町4-247 OSビル1階
千葉オフィス　*アトム市川船橋法律事務所所属
千葉県千葉市中央区新町1-20 江澤ビル6階
市川本社　*アトム市川船橋法律事務所所属
千葉県市川市市川南1丁目5番19号 スミダビル2階
丸の内オフィス　*アトム市川船橋法律事務所所属
東京都千代田区丸の内2-2-1 岸本ビルヂング3階 312A
新宿オフィス
東京都新宿区西新宿1-24-1 エステック情報ビル20階
北千住オフィス　*アトム北千住法律事務所所属
東京都足立区千住2-18 為静ビル601
横浜オフィス
神奈川県横浜市西区北幸1-11-15 横浜STビル5階
名古屋オフィス
愛知県名古屋市中村区名駅4-13-7 西柳パークビル3階（中・東）
静岡オフィス　*アトム静岡法律事務所所属
静岡県静岡市葵区追手町2-12 静岡安藤ハザマビル7階
神戸オフィス　*アトム神戸法律事務所所属
兵庫県神戸市中央区八幡通3-2-5 IN東洋ビル501
京都オフィス　*アトム京都法律事務所所属
京都府京都市中京区堀川通錦小路下る錦堀川町659 京都松田ビル2S
大阪オフィス
大阪府大阪市北区梅田1-12-12 東京建物梅田ビル8階
福岡オフィス
福岡県福岡市中央区大名2-8-22 天神偕成ビル2階

## 所属弁護士

### 代表弁護士
- 岡野武志

### 所属弁護士（50音順）
- 竹原宏征
- 成瀬潤
- 野尻大輔
- 藤垣圭介
- 山下真

## 法律監修
- 鬼女
- 聖女
- 相棒season13
- 夏樹静子サスペンス 光る崖
- 素直になれなくて
- 35歳の高校生
- 漫才ギャング
- 総合診療医ドクターG

## メディア出演
- ニュースウォッチ9（NHK)
- ノンストップ!（フジテレビ）
- Nスタ（TBSテレビ）
- 毎日新聞（毎日新聞社）
- 日経ビジネスアソシエ（日経BP）
- ニュースほっと関西（NHK大阪）